# Coccygodes brevispiculus
Coccygodes brevispiculus är en stekelart som först beskrevs av James Waterston 1927.  Coccygodes brevispiculus ingår i släktet Coccygodes och familjen brokparasitsteklar. Inga underarter finns listade i Catalogue of Life.